# العكيكة
العكيكة هي مدينة عراقية تقع في محافظة ذي قار وتتبع إداريا إلى قضاء سوق الشيوخ جنوب مدينة الناصرية يبلغ عدد سكانها أكثر من 91 الف نسمة تتكون من مجموعة كبيرة من العشائر العراقية المشهورة.

## التاريخ
مدينة معمورة وناحية تتبع قضاء سوق الشيوخ تقع إلى الشمال الشرقي من المدينة، مساحتها من الشمال ناحية سديناويه ومن الشرق ناحية الفهود ومن الجنوب ناحية كرمة بني سعيد ومن الغرب قضاء سوق الشيوخ، تمتاز العكيكة بموقع استراتيجي حيث انتخبت لتكون مدينة الناصرية في زمن الباشا ناصر الأشقر السعدون إلا أن العثمانيين آنذاك لم يقبلوا هذا المكان لقرب تواجد العشائر منه ولوجود نخيل عامرة يحرم اجتثاثها، يوجد في العكيكة مركز للشرطة وثانوية ومدارس ابتدائية ورياض أطفال وساحات لممارسة ألعاب كرة القدم للناشئين وقصبات جديدة.

### التأسيس
تاسست العكيكة سنة 1895 وأصبحت ناحية في سنة 1921م وأول مدير ناحية لها هو الشيخ فرهود ال مغشغش رئيس عموم عشائر بني خيكان.ويليه سعد صالح جريو ,وبقيت وحدة إدارية تضم أكثر من 250 الف نسمة فعالة الا انها كانت ذات قصبة صغيرة يغلبها الطابع العشائري، ثم الغيت سنة 1984 في ابان الحرب العراقية الإيرانية واعيدت وحدة إدارية مرة أخرى سنة 1994.وبرز من هذه الناحية العديد من الساسة والشعراء والمؤلفين.

### العكيكة تاريخيا
في أوائل حكم المنتفك كانت العكيكة عبارة عن تجمع للعشائر، تبعد عن سوق الشيوخ خمسة كيلو متر في هذا المكان. في سنة 1645م أيام الشيخ حلحل بن عبد الرحمن شيخ ال رحمة في بني خيكان إنشاء مقرا للتجمع العشائري المرتبط به في ايشان ام الحلقة (وهو ايشان سومري مرتفع عن الأرض بعشرة امتار ومساحته ثمانية دوانم).

### التسمية
كانت تسمية العامة – كيسيكا- ولا يُعلم ربما كانت كلمة سومرية متداولة عند العامة) إنما سميت بأم الحلفة نسبة إلى هذا النبات الطبيعي الذي ينشأ في الأراضي الرطبة والمالحة، وعند الاستفسار من المعمرين قالوا هو اسم كان يستعمله اجدادنا سكيكة وعند التطلع إلى كتب التاريخ خصوصا في تاريخ وادي الرافدين لم نجد هذه التسمية إلا (كيسيكا) تعود تسميته على منطقة تل اللحم الحالية التي تبعد عن هذا الايشان بثلاثين كيلومترا ص190 للدكتور أحمد سوسه، ثم أنشأت الحكومة العثمانية مركزا للخيالة فيه ثم مركزا آخرا في منطقة المصافي قبالة سكيكة (أم الحلفة) يدعى مركز خيالة عشائر بني خيكان وكان هذا المركز مستحكما بمادة اللبن والطين وكان حصينا سمته العامة الاستحكام كذلك كان يزاول فيه الحكم بالحبس على الأفراد المشاكسين. وفي أيام الحكم التركي في سنة 1895م ألغيت هذه المراكز والتجمهات العشائرية وأنشأ لها مركز تجمع جديد هو مقر العكيكة الحالي لسعة العشائر وليضم معه عشائر حجام وال حسن وال حفاظ وبني خيكان والضابطية والثامرية، هنا تحولت التسمية من سكيكة إلى عكيكة وبقي هذا الاسم إلى يومنا الحاضر. وفي هذا الوقت عمدت الحكومة التركية ان تحفر فرعا من نهر الفرات يمر من العكيكة إلى سوق الشيوخ طوله 2 كم وتوسيع نهر السفحة.

### عشائر العكيكة
من عشائر ناحية العكيكة وأكبرها حلف بني خيكان (خاقان) وأطلقت على هذا الحلف وتضم العديد من العشائر وضمن ناحية العكيكة تليها عشائر ال حفاظ الطائية وال شدود وال شميس وحلف ال رحمة وال جويبر وال بوشعيرة والجماملة والسائح والحماحمة والشديد والحربية والفحيلي والثامرية وأهل البندريات والمطيرات والحول وال بحر.

### السلطة التشريعية
السلطة التشريعية في ناحية العكيكة تتضمن المجلس البلدي الذي يرأسه (محمد كاظم صيوان الماجدي) والسلطة التفيذية متمثلة بمديرية الناحية التي يديرها (حيدر علي عبيد السعيدي). ولكن بعد التظاهرات الأخيرة التي عمت مدن العراق وبمحاولة من مجلس محافظة ذي قار تم حل المجالس البلدية بقرار بعد تصويت كافة الأعضاء وأصبح بالاجماع محمد الماجدي ثالث مدير ناحية بعد 2003م.

## آثار ناحية العكيكة
| اسم الموقع           | التصنيف | القرية         | الدور التاريخي                   |
| أبو صلابيخ           | اشان    | ثامر السعدون   | فجر السلالات وبابلي قديم         |
| أبو صلابيخ           | اشان    | ثامر بك        |                                  |
| أبو صنكو             | اشان    | الهيصامة       | إسلامي                           |
| أبو عليمات           | اش      | آل جويد        | فجر السلالات وسومر وأكد وكلداني  |
| الأدهم وأبو حالوبة   |         | آل سيد عبيد    | فجر السلالات                     |
| أم الحلفة            | اشان    | الجماملة       | أور 3 وإسلامي                    |
| أم السباع            | تل      | سيد عبد الحسين | فجر السلالات وبابلي قديم         |
| أم العباس            | اشان    | حاج شليبة      | بابلي قديم وكلداني وإسلامي       |
| جبارة                | تل      | الخميسية       | كلداني وأخميني                   |
| الذكر                | اشان    | مقاطعة الذكر   | إسلامي                           |
| السويية              | ايشان   |                | بابلي قديم وأخميني               |
| الطبطبة              | اشن     | الخميسية       | فجر السلالات و10 أور             |
| الكرطة               | تلول    | الخميسية       | كلداني وأخميني                   |
| الكعم                | اشان    | الهيصامة       |                                  |
| المسرى (إمام أبو دهن | اشان    | الجماملة       | إسلامي                           |
| مليحة                | اشان    | آل محينة       | فجر السلالات وبابلي قديم وأخميني |